# Pastinaca haussknechtii
Pastinaca haussknechtii är en flockblommig växtart som beskrevs av Koso-pol. Pastinaca haussknechtii ingår i släktet palsternackor, och familjen flockblommiga växter. Inga underarter finns listade i Catalogue of Life.